# Eurolaul

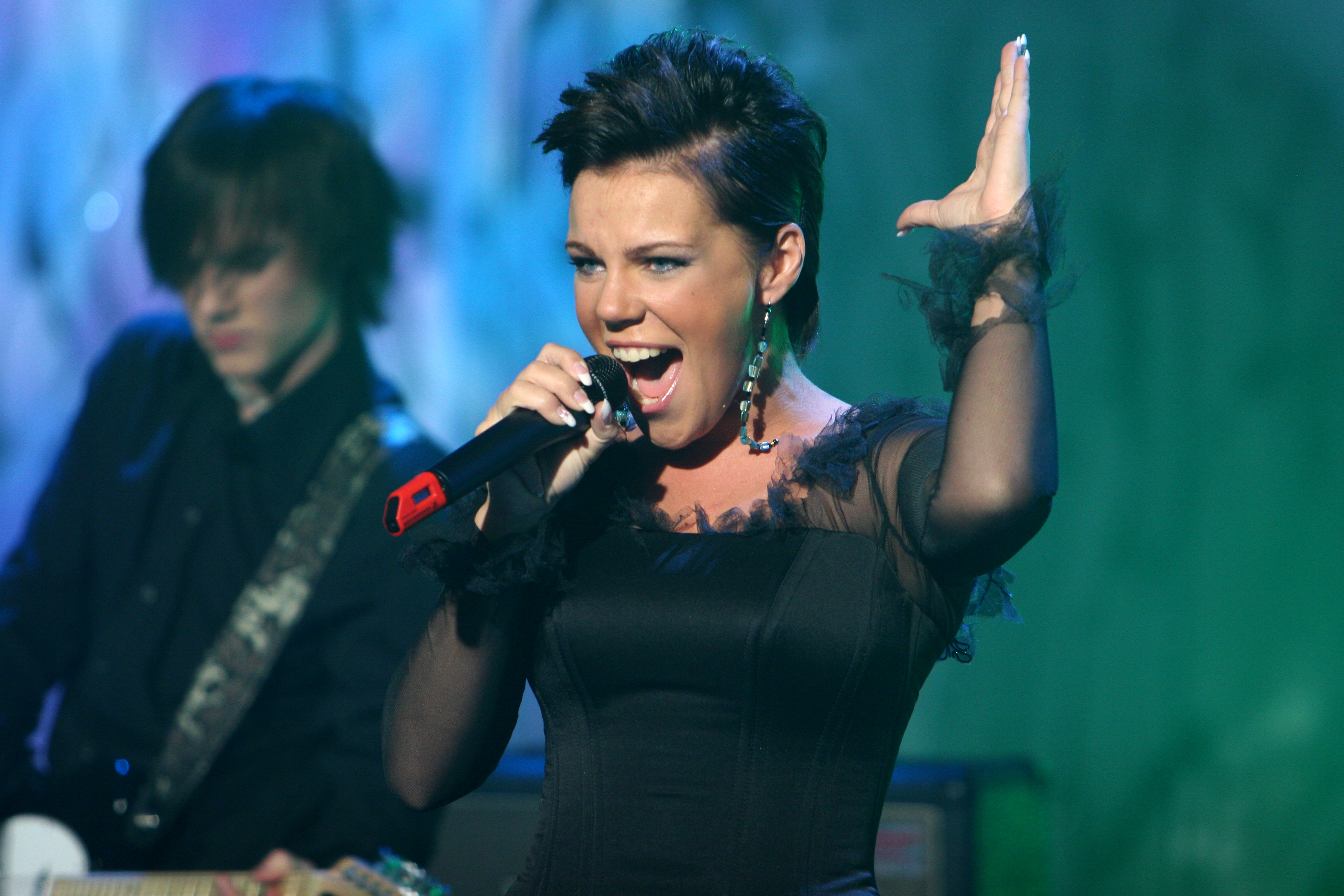
Gerli Padar, ganadora de Eurolaul en 2007

Eurolaul fue la preselección nacional de Estonia para el Festival de Eurovisión y que organizó la ETV (Televisión de Estonia) con carácter anual entre 1993 y 2008.
Cada año, en numerosas galas, los espectadores estonios elegían mediante sus votos al representante adecuado para el certamen. Tras varios años de malos resultados, la ETV decidió sustituirlo en 2009 por un nuevo concurso llamado Eesti Laul.

## Ganadores
| Año  | Artista                      | Canción                     | Posición en Eurovisión |
| ---- | ---------------------------- | --------------------------- | ---------------------- |
| 1993 | Janika Sillamaa              | Muretut meelt ja südametuld | SF: 5.o                |
| 1994 | Silvi Vrait                  | Nagu merelaine              | 24.o                   |
| 1996 | Maarja-Liis Ilus & Ivo Linna | Kaelakee hääl               | 5.o                    |
| 1997 | Maarja Liis-Ilus             | Keelatud maa                | 8.o                    |
| 1998 | Koit Toome                   | Mere lapsed                 | 12.o                   |
| 1999 | Evelin Samuel & Camille      | Diamond of night            | 6.o                    |
| 2000 | Eda-Ines Etti                | Once in a lifetime          | 4.o                    |
| 2001 | Tanel Padar & Dave Benton    | Everybody                   | 1.o                    |
| 2002 | Sahlene                      | Runaway                     | 3.o                    |
| 2003 | Ruffus                       | Eighties coming back        | 21.o                   |
| 2004 | Neiokõsõ                     | Tii                         | SF: 11.o               |
| 2005 | Suntribe                     | Let's get loud              | SF: 20.o               |
| 2006 | Sandra Oxenryd               | Through my window           | SF: 18.o               |
| 2007 | Gerli Padar                  | Partners in crime           | SF: 22.o               |
| 2008 | Kreisiraadio                 | Leto svet                   | SF: 18.o               |